# Szegő Júlia
Szegő Júlia (írói álnevei: Dobó Júlia (ez egyben a leánykori neve is), Donáth Irén, Dózsa Ilona, sz. j.; Beregszász, 1893. április 19. – Kolozsvár, 1987. november 7.) magyar népdalgyűjtő, zenei szakíró. Dobó Ferenc testvére, Szegő György anyja.

## Életútja
Beregszászi származású, de mind aktív, mind nyugdíjas éveit elsősorban Kolozsváron töltötte. Budapesten, a Zeneakadémián tanult (1932), itt többek között Kelen Hugó és Popper Irma voltak a tanárai. Később a kolozsvári Bolyai Tudományegyetemen a lélektan–szociológia szakon is diplomát szerzett (1948). Zenei pályájának megkezdéséig a kolozsvári Lepage könyvkereskedés alkalmazottja volt, 1932–44 között szabadfoglalkozású énekesnőként egy új előadói nemzedék képviselője: Magyarországon, Dániában, Hollandiában is járt előadókörutakon. Műsoraiból a Pátria Lemezgyár sorozatot készített. 1944–48 között a kolozsvári Zenekonzervatórium, azután a kolozsvári Magyar Művészeti Intézet, a bukaresti Folklórintézet, majd a Román Akadémia kolozsvári fiókja munkatársaként dolgozott nyugdíjazásáig (1957).

## Szakírói munkássága
Első írásait a két világháború közötti erdélyi sajtó, mindenekelőtt az Ellenzék és a Korunk közölte. Az előbbiben jelent meg Bartók Béla műve iránti későbbi érdeklődése előzményének tekinthető beszélgetése a népdalgyűjtő-zeneszerzővel („Menteni kell a tűnő kelet-európai dallamkincset.” Ellenzék, 1936/236). Később a Korunk új folyama, a Dolgozó Nő, Utunk, Igazság közölte írásait. A negyvenes évek végétől, akkor még magánkézben lévő dokumentumok alapján, hozzákezdett Bartók Béla erdélyi tevékenységének kutatásához. Ennek első eredménye a népzenekutató Bartók Béláról írott könyve volt (1955), amelyet további Bartók-könyvek követtek. Részt vett az 1950-es évek első felében a moldvai csángó népdal- és balladakutatásokban és a Moldvai csángó népdalok és népballadák (Bukarest, 1954) sajtó alá rendezésében (Faragó Józseffel és Jagamas Jánossal).

## Főbb művei
- Bartók Béla, a népdalkutató (Bukarest, 1956)
- Daloljunk (Bukarest, 1956)
- Kötöttem bokrétát. 150 népdal (Sebestyén Dobó Klárával, Bukarest, 1958)
- Bartók Béla élete (Bukarest, 1964)
- Embernek maradni. Bartók Béla életregénye; 3. bőv. kiad.; Kriterion–Zeneműkiadó, Bukarest–Bp., 1970
- Cantata profana. Romanul vieţii lui Bartók (G. Sbârcea fordításában, Bukarest, 1972)
- Embernek maradni. Bartók Béla életregénye (Bukarest, 1965; új kiadása Budapest, 1981)
- A két Mozart hétköznapjai (Budapest–Bukarest, 1980)
- Ismeretlen moldvai nótafák. Csángófalvak énekközlőinek szöveg- és dallamkincse; gyűjt. Szegő Júlia, vál., szerk. Tari Lujza, bev. Rajeczky Benjamin; Európa, Bp., 1988